# Hipódromo Los Alamitos
El Hipódromo Los Alamitos (en inglés: Los Alamitos Race Course) es una pista de carreras de caballos en Cypress,en California al oeste de Estados Unidos. El hipódromo, alberga diversas modalidades de carreras y competiciones ecuestres. La pista tiene la distinción de celebrar cuatro cuartos de apuestas de carreras de caballos con premios de más de 1 millón de dólares, más que cualquier otra pista en los Estados Unidos. A pesar de que la pista está ubicada geográficamente en la ciudad de Cypress, tiene la dirección postal de Los Alamitos (código postal 90720). Los Alamitos se encuentra justo al otro lado de la avenida Katella hacia el sur.